# Зеленков, Анатолий Изотович
Зеленко́в Анатолий Изотович (род. 24 января 1947, Старый Крупец, Гомельская область) — советский и белорусский философ, профессор, доктор философских наук, Заслуженный деятель науки Республики Беларусь (1996), заведующий кафедрой философии и методологии науки факультета философии и социальных наук Белорусского государственного университета.

## Биография
Родился 24 января 1947 года в деревне Старый Крупец (Гомельская область) Добрушского района Гомельской области. В 1971 г. с отличием окончил отделение философии исторического факультета БГУ, а в 1974 году Институт философии и права АН БССР (с 1991 — НАН Беларуси). В 1975—1992 гг. — старший преподаватель, доцент, профессор (1987), заведующий кафедрой философии в БГУ. С 1992 г. по 1996 г. — проректор по учебной работе БГУ. С 1996 г. по 2005 г. являлся деканом философско-экономического факультета (с 2000 г. — факультета философии и социальных наук). С 1987 года и по настоящее время — заведующий кафедрой философии и методологии науки БГУ.

## Педагогическая деятельность
За более чем 40-летний период профессиональной деятельности читал различные лекционные курсы по философии и методологии науки, эпистемологии, социальной философии и глобалистике для студентов и аспирантов БГУ, а также в университетах Польши, Болгарии, Украины, России, США, Германии, Франции, Греции, Испании, Бельгии, Китая и других стран. Читаемые курсы: «Философия», «Философия в современном мире», «Теория диалектики», «Теория познания», «Основы современной эпистемологии», «Основы социальной экологии», «Философия науки», «Экология и культура», «Философия и методология науки», «Философия цивилизаций».
С сентября 1989 г. по февраль 1990 года — приглашенный профессор Вашингтонского государственного университета и Фулбрайтовский стипендиат; читал курс «Philosophy of Science and Social Values».
Подготовил 1 доктора и более 20 кандидатов философских наук.

## Научная деятельность
Сфера научных интересов: Проблемы философии и методологии науки, социальной экологии, глобалистики и философии цивилизаций, современного гуманитарного образования.
С 1991 года — научный руководитель НИЛ социально-экологических и философско-культурологических исследований, в рамках которой осуществляются научные исследования по актуальным проблемам методологии социально-гуманитарного познания; динамики культурных традиций; современного цивилизационного процесса и глобализации; социальной экологии и культурной компаративистики.
Анатолий Изотович Зеленков — член редколлегий ряда научных журналов — «Весці НАН Беларусі», «Журнал БГУ. Философия», «Веснік ГДУ» «Философия и социальные науки»; заместитель председателя секции социально-гуманитарных наук Фонда фундаментальных исследований НАН Республики Беларусь.
На протяжении 23 лет выполнял обязанности председателя Совета по защите докторских диссертаций по философским наукам при БГУ.
Профессор Анатолий Изотович Зеленков — автор более 240 научных работ, многие из которых опубликованы в России, Украине, Германии, Болгарии, Польше и в других странах.

## Награды, премии, научные степени, научные и почетные звания, квалификации
- В апреле 1975 г. защитил кандидатскую диссертацию на тему «Отрицание как методологический принцип научного познания».
- В октябре 1986 г. защитил докторскую диссертацию на тему «Философско-методологический анализ проблемы преемственности в научном познании».
- В 1987 г. присвоено ученое звание профессора по специальности «Философия».
- В 1993 году решением Международного биографического центра при Кембриджском университете (Великобритания) удостоен Почетной Награды XX столетия за достижения в области философии науки.
- С 1994 года — Действительный член Петровской Академии наук и искусств (г. Санкт-Петербург).
- С 1995 года — Действительный член Украинской Академии политических наук (г. Киев).
- В 1996 году удостоен Почетного звания Заслуженный деятель науки Республики Беларусь.
- Лауреат Премии имени В. И. Пичеты за цикл работ по философии и методологии науки.
- В 2007 году награждён Нагрудным Знаком «Выдатнік адукацыі Рэспублікі Беларусь».
- В 2012 году награждён Почетной грамотой Национального собрания Республики Беларусь

Неоднократно награждался Почетными грамотами Министерства образования Республики Беларусь, Фонда фундаментальных исследований НАН Республики Беларусь и Белорусского государственного университета.

## Научные труды
- Зеленков А. И. Принцип отрицания в философии и науке. — Минск: Изд-во БГУ, 1981. — 176 с.
- Зеленков А. И. Человек в условиях современного этапа НТР. — Минск: Общ-во «Знание», 1986. — С. 22.
- Зеленков А. И., Водопьянов П. А. Динамика биосферы и социокультурные традиции. — Минск: Университетское, 1987. — 240 с.
- Зеленков А. И. Общественные науки и человеческие ценности. — Минск: Общ-во «Знание», 1991.
- Мировоззренческие структуры в научном познании / редколл.: Л. М. Сущеня, Ф. Н. Капуцкий, А. И. Зеленков [и др.]; ред.-сост. А. И. Зеленков. — Минск: Университетское, 1993. — 415 с.
- Зеленков А. И., Кузнецова Л. Ф., Яскевич Я. С. [и др.] Перспективы научного разума и методологический дискурс. — Минск: РИВШ БГУ, 2000. — 216 с.
- Зеленков А. И., Анохина В. В., Ждановский А. П. [и др.]  / редколл. А. И. Зеленков (науч. ред.) [и др.]. — Минск: Харвест, 2003. — Т. 1 : Восточные славяне. — 656 с.
- Зеленков А. И., Анохина В. В., Майборода Д. В. [и др.] Антология экологической мысли : в 4 т. / редколл. А. И. Зеленков (науч. ред.) [и др.]. — Минск: Харвест, 2003. — Т. 2 : Западноевропейская цивилизация. — 896 с.
- Зеленков А. И., Анохина В. В., Майборода Д. В. [и др.] Антология экологической мысли : в 4 т. / редколл. А. И. Зеленков (науч. ред.) [и др.]. — Минск: Харвест, 2006. — Т. 3 : Цивилизации Востока. — 944 с.
- Зеленков А. И., Анохина В. В., Витченко А. Н. [и др.] Антология экологической мысли : в 4 т. / редколл. А. И. Зеленков (науч. ред.) [и др.]. — Минск: Харвест. — Т. 4 : Современная эпоха. — в печ.
- Człowiek — Środowisko — Kultura w polsko-białoruskim dialogu = [Человек — Экология — Культура в польско-белорусском диалоге] /A. Zelenkov, W. Anochina, W. Lenart [et al.]; red. naukowa: A. Zelenkov, W. Lenart. — Pułtusk: WSH im. A. Gieysztora, 2004. — 238 с.
- Kanal Augustowski i współczesna ekoturystyka = [Канал Августовский и современный экотуризм] / Red. nauk.: W. Lenart, A. Zelenkov. — Pułtusk: AH im. A. Gieysztora; Minsk; Grodno. — 2008. — 366 s.
- Тегако Л.И., Зеленков А. И. Современная антропология. — Минск: Беларус. навука, 2012. — 263 с.

### Статьи в научных журналах
- Прынцып адмаўлення ў дыялектычнай логіцы // Весці Акадэміі Навук БССР. Сер. грамад. навук. — 1974. — № 4. — С. 32—41.
- Зеленков А. И. Научные революции и стабилизирующие функции культурной традиции // Вопросы философии. — 1985. — № 8. — С. 79—80.
- Зеленков А. И., Степин В. С. Нильс Бор и физики XX века // Философские науки. — 1988. — № 5. — С. 88—90.
- Зеленков А. И. Социолната природа на познието и методологическият статус на культурниете традиции в науката // Философска мысъл. — 1989. — Г. 45. — Кн. 11. — С. 23 — 34.
- Зеленков А. И. Современный образ философии в структуре социально-гуманитарного образования // Веснік БДУ. Сер. 3. Гісторыя. Філасофія. Паліталогія. Сацыялогія. Эканоміка. Права. — 1991. — № 2. — С. 70—72.
- Зеленков А. И., Ф. Ханей Ф. Системная природа методологического сознания в различных культурных традициях // Веснік БДУ. Сер. 3. Гісторыя. Філасофія. Паліталогія. Сацыялогія. Эканоміка. Права. — 1993. — № 1. — С. 31—36.
- Зеленков А. И. Философия и перспективы развития современного методологического сознания // Веснік БДУ. Сер. 3. Гісторыя. Філасофія. Паліталогія. Сацыялогія. Эканоміка. Права. — 1994. — № 2. — С. 29—33.
- Зеленков А. И. Фантом социального радикализма // Беларуская думка. — 1994. — № 8. — С. 49—54.
- Зеленков А. И. Социокультурный статус традиций и их роль в динамике культуры // Веснік БДУ. Сер. 3. Гісторыя. Філасофія. Паліталогія. Сацыялогія. Эканоміка. Права. — 1996. — № 3. — С. 3—8.
- Нет ничего труднее, чем жить в эпоху перемен: материалы круглого стола / А. И. Зеленков [и др.] // Беларуская думка. — 1996. — № 2. — С. 11—26.
- Зеленков А. И. Философия и наука: метаморфозы диалога. — Веснік БДУ. Сер. 3. Гісторыя. Філасофія. Паліталогія. Сацыялогія. Эканоміка. Права. — 1996. — С. 45—49.
- Зеленков А. И. Социально-гуманитарное образование в структуре классического университета: традиции и новации // Высшая школа. — 1997. — № 4. — С. 14—17.
- Зеленков А. И. Идея устойчивого развития и фантом социального радикализма в структуре славянского менталитета // Беларуская думка. — 1998. — № 11. — С. 42—51.
- Зеленков А. И. Феномен релятивизма и традиции классического философствования // Веснік БДУ. Сер. 3. Гісторыя. Філасофія. Паліталогія. Сацыялогія. Эканоміка. Права. — 2001. — № 3. — С. 24—29.
- Зеленков А. И., Кузнецова Л. Ф. Феномен методологической рефлексии и перспективы его конституирования в социальном познании // Социология. — 2001. — № 4. — С. 3—18.
- Зеленков А. И.,  Данилов А. Н. Философско-методологическая культура мышления как фундаментальный императив постдипломного образования // Атэстацыя навуковых і навукова-педагагічных кадраў вышэйшай кваліфікацыі. — 2003. — № 1 (29). — С. 102—108.
- Зеленков А. И. Полилог культурных традиций и ценности глобализма // Социология. — 2003. — № 1. — С. 3—11.
- Зеленков А. И. Социальная антропология как образовательная программа: проблемы и перспективы преподавания в Белорусском государственном университете // Glasnik ADJ. — 2003. — Nr.38. — S. 121—126.
- Зеленков А. И., Ротман Д. Г., Херпфер Х. Качество жизни белоруса // Беларуская думка. — 2004. — № 3. — С. 31—40.
- Зеленков А. И. Минская философско-методологическая школа как социокогнитивный феномен // Веснік БДУ. Сер. 3. Гісторыя. Філасофія. Паліталогія. Сацыялогія. Эканоміка. Права. — 2006. — № 3. — С. 44—49.
- Zelenkow A. I., Anochina W. W. Kanał Augustowski i perspektywy rozwoju ekoturystyki w dialogu polsko-białoruskim // Studia Mazowieckie. — 2007. — Rok III/IX. — Nr. 2. — S. 73 — 85.
- Зеленков А. И. Прозревая время (смысл и значение творческого наследия Александра Сергеевича Панарина) // Социология. — 2007. — № 1. — С. 3—12.
- Зеленков А. И. Современный инвайрэнментализм и парадигмальное пространство социальной экологии // Социология. — 2008. — № 1. — С. 43—54.
- Zelenkow, A. I. Współczesna ekoturystyka w kontekście strategii zrównoważonego rozwoju // STUDIA Mazowieckie. — Rok IV/X. — Pułtusk — Ciechanόw, 2008. — Nr. 1 — 2. — S. 135—144.
- Zelenkow, A. Глокализация как современная парадигма развития трансграничного экотуризма (пол.) = Glokalizacja jako wspόłczesny paradygmat rozwoju ekoturystyki transgranicznej // STUDIA Mazowieckie. Rok IV/XI. — Nr. 1 — 2. — Pułtusk; Ciechanόw, 2009. — S. 239—247.
- Зеленков А. И. Наука как ценность в культуре «постсовременности» / А. И. Зеленков // Веснік БДУ. Навукова-тэарэтычны часопіс Беларускага дзяржаўнага універсітэта. Сер. 3: Гісторыя. Філасофія. Псіхалогія. Паліталогія. Сацыялогія. Эканоміка. Права. — 2009. — № 1. — С. 39—48.
- Зеленков А. И. Наука как социокультурная ценность // Наука и инновации. — 2009. — № 12 (82). — С. 10—14.
- Zielenkow, A. Filozofia i nauka : metodologiezne ujecie perspektyw dialogu // Colloquia Communia : Wspόłczesna filozofia białoruska / pod red. Haliny Parot. — Lublin: Wydawnictwo Adam Marszałek, 2009. — № 1 — 2 (86 — 87), styczeń — grudzień 2009. — S. 65 — 79. — ISBN 978-83-7441-932-1
- Зеленков А. И. Философия и антропология : перспективы диалога // Актуальные вопросы антропологии : сб. науч. трудов / Гл. ред. Л. И. Тегако. — Вып. 5. — Минск : Издат. дом «Беларуская навука», 2010. — С. 265—274.
- Зеленков А. И. Синергетический стиль мышления и перспективы пластичной рациональности // Философия и социальные науки. — 2010. — № 1. — С. 30—35.
- Зеленков А. И. Приоритеты философского образования в ситуации парадигмального плюрализма // Информационно-образовательные и воспитательные стратегии современного общества: национальный и глобальный контекст : сб. статей. — Ин-т философии НАН Беларуси.
- Зеленков А. И. Глобализация как фактор социокультурного развития транзитивных обществ // Наукове пізнання : методологія та технологія. Науковий журнал. Серія : філософія, соціологія, політологія. — 2010. — №  1 (25). — С. 75—84.
- Зеленков А. И., Легчилин А. А. Международная научная конференция «Философия и рациональность в культуре глобализирующегося мира» // Веснік БДУ. Навукова-тэарэтычны часопіс Беларускага дзяржаўнага універсітэта. Сер. 3: Гісторыя. Філасофія. Псіхалогія. Паліталогія. Сацыялогія. Эканоміка. Права. — 2010. — № 1. — С. 101—102.
- Зеленков А. И. Философия в системе классического университетского образования // Философия и социальные науки. — 2012. — №  3/4. — С. 5—12.
- Зелянкоў, А. І. Глабалізацыя i палілог культур // Беларуска-амерыканскi культурны дыялог : стратэгія развіцця. — Мінск: Тэсей, 2012. — С. 25—34.
- Зеленков А. И. Чернобыльский след в Беларуси: социально-гуманитарный контекст // 20 конкурсных лет (БРФИ, 1991—2011). — Минск, 2012. — С. 681—689.
- Зеленков А. И. Философия как фундаментальная ценность в культуре глобализирующегося мира // Европейські педагогічні студіі / ред.кол. В. П. Андру-щенко (голова) [та ін.]. — Вип. 1-2. — К.: Вид-во НПУ імені М. П. Драгоманова, 2012. С. 88-106.
- Зеленков А. И. Философия в системе классического университетского образования // Философия и социальные науки. — 2012. — №  3/4. — С. 5—12.
- Зеленков А. И. Философия современного инвайрэнментализма // Перспективи. Соціально-політичний журнал. — 2012. — № 2 (52). — Додаток: «Методологія та технологія сучасного філософського пізнання» :Матеріали міжнародноi науковоi конференцii, 2-3 жовтня 2012 року, м. Одеса. — Одеса : Державний заклад «Південноукраінський національний педагогичний університет iменi К. Д. Ушинського», 2012. С. 34 — 36.
- Зеленков А. И. Блеск и нищета глобализации // Философия и социальные науки. — 2013. — № 3/4. — С. 4—12.
- Зеленков А. И. Прикосновение к истокам. О XXIII всемирном философском конгрессе в Афинах // Философия и социальные науки. — 2013. — № 3/4. — С. 89—91.
- Зеленков А. И. Философские идеи В. И. Вернадского и современность : Сб. статей и материалов конференции, посвященной 150-летию В. И. Вернадского, 25 — 26 марта 2013 г., Москва, Ин-т философии РАН. Ценологические исследования. Вып. 51. — М.: ИФ РАН, Технетика, 2013. — С. 73 — 83.
- Зеленков А. И. Динамика научно-исследовательских программ в современной экологии // Актуальные вопросы антропологии : Сб. научных трудов. Вып. 8. — Минск: Беларуская навука, 2013. — С. 16 — 34.
- Зеленков А. И. Парадоксы глобализации и гуманитарная миссия университета // Dialogul Civilizatiilor: etică, educatie, libertate și responsabilitate intro lume in achimbare. — Chișinău: Editura «Almor-Plus», 2013. — P. 160—169.
- Зеленков А. И. Минская методологическая школа и современные приоритеты философии науки // Философские науки. — 2016. — № 7. — С. 39—54.